# 우르보사 (젤다의 전설)
우르보사는 젤다의 전설 시리즈에 나오는 가공 인물이다.
젤다의 전설 브레스 오브 더 와일드와 젤다무쌍 대재앙의 시대에 등장하였다.

## 특징
우르보사는 겔드족의 족장이자 젤다의 어머니와 친구 사이였다. 신수 바•나보리스를 조종하며 링크, 미파, 리발, 다르케르와 함께 영걸로 불린다. 주 무기는 칠보의 방패와 칠보의 나이프로 젤다의 전설 브레스 오브 더 와일드에선 재앙 가논이 보낸 번개의 커스 가논한테 싸우다가 사망하였다.
젤다의 전설 브레스 오브 더 와일드에서 링크가 번개의 커스 가논을 쓰러트리면 우르보사의 분노를 얻을 후 있다.
젤다를 '우리 공주님'이라고 부른다. 그 이유는 젤다의 전설 브레스 오브 더 와일드의 스토리 관련하여 젤다의 어머니가 우르보사의 친구였고 그 당시 젤다의 어머니가 젤다를 '우리 공주님'이라 불렀기 때문이라 나타나있다.
옛날부터 번개를 조종할 수 있는 능력이 있었다. 그 능력을 인정받아 바•나보리스를 조종하였다. 

## 외형
겔드족처럼 붉은 머리색을 가지고 있다. 머리가 꽤 길며 영걸의 옷은 치마처럼 아래에 두르고 있다. 피부는 약간 갈색. 등에는 칠보의 방패를 차고 손에는 칠보의 나이프를 들고 있다. 입술은 붉은색이 아닌 겔드족과 같이 푸른색이다.

## 작중 행적
우르보사는 젤다의 전설 브레스 오브 더 와일드와 젤다무쌍 대재앙의 시대에서 등장하였다. 
젤다의 전설 브레스 오브 더 와일드에서 이가단을 물리치는 장면을 보여준다. 번개는 손 동작으로 다룰 수 있는 걸 보여주며 "딱" 하는 소리와 함께 주변에 번개가 내리친다.
젤다무쌍 대재앙의 시대에서도 이가단을 상대하는 모습이 나오는데 이 때는 젤다 일행이 우르보사에게 신수 바•나보리스를 조종 해 달라는 부탁을 하러 겔드의 마을로 가던 중 갑자기 겔드족이 습격 해 온다. 그 이유는 이가단 단장 코가님이 우르보사로 변장하여 젤다 일행을 공격한 것이다. 코가님이 젤다를 칼로 죽이려 하자 갑자기 번개가 내리치더니 코가님이 쓰러져 있었다. 바로 진짜 우르보사가 코가님을 번개로 공격한 것이었다.  젤다는 이를 보고 다행이라며 한 숨을 내쉰다. 그 후 우르보사와 젤다 일행은 코가님을 쫒았지만 코가님이 도와달라는 말을 하자 우르보사와 젤다 일행 앞에 수파가 나타나 코가님을 어께에 얹치고 도망간다. 그 후 우르보사는 신수 바•나보리스 조종 제안을 수락한다.

## 같이 보기
- 젤다의 전설 브레스 오브 더 와일드
- 젤다무쌍 대재앙의 시대
- 링크 (젤다의 전설)
- 미파 (젤다의 전설)
- 리발  (젤다의 전설)
- 사신수
- 겔드족